# Казімеж Беньковський
Казі́меж-Мечи́слав Бенько́вський (пол. Kazimierz Mieczysław Bieńkowski; 20 лютого 1907, Львів — 27 серпня 1993) — польський скульптор і художник.

## Біографічні дані
Казімеж Беньковський народився в сім'ї скульптора — Юзефа Беньковського. Мав брата Адама, теж скульптора. У 1924-му закінчив Львівську державну гімназію № 1 імені Миколая Коперника і цього самого року переїхав з родиною до Познані, де його батькові запропонували роботу. Під час економічної кризи Беньковські жили бідно. Казімеж почав навчатися скульптури в майстерні професора Марціна Рожека, одного з організаторів і викладача Познанської школи декоративного мистецтва. У лютому 1926 року вступив до Варшавської школи декоративного мистецтва і навчався в ній до червня 1929 року. У той час Казімеж Беньковський вдосконалювався в скульптурній майстерні Тадеуша Броєра й допомагав йому в мистецьких роботах, як-от пам'ятник Болеславу Хороброму в Гнезні (не зберігся). 1929 року він подав багато робіт для Загальної крайової виставки в Познані (не збереглися) й здобув другу премію в конкурсі на проєкт Пам'ятника праці, оголошеному в Катовицях.
У 1930—1931 роках Беньковський служив у війську в Гродні й тоді вирізьбив у дереві портрет генерала Клееберга. Відслуживши, повернувся до Познані й разом із братом Адамом і батьком працював у батьковій каменярській майстерні. Коли батько збанкрутував, Казімеж влаштувався на роботу в каменярській майстерні «Мармур» і згодом став її мистецьким керівником. У 1938-му створив пам'ятник Міхалові Джималі на одному з познанських кладовищ. Брав участь у багатьох конкурсах, дістав премії за пам'ятники — Юзефові Пілсудському у Варшаві та Густавові Орличу-Дрешеру в Гдині.
У вересні 1939 року Казімежа Беньковського мобілізували. Після Вересневої кампанії та звільнення з табору військовополонених він у жовтні 1939 року повернувся до Познані, а в грудні цього року разом із дружиною Яніною Смежхальською та дітьми — Янушем і Ганною, мусив покинути помешкання. Він знайшов притулок у маєтку Острув, неподалік Ужендова, пробув там до 1942 року й перебрався до Ярослава. Навесні 1943 року оселився у Ряшеві, де влаштувався працювати в каменярській майстерні, а згодом сам відкрив таку майстерню. У той час він переважно робив надгробки та портрети. Восени 1943 року Беньковський вирізьбив вівтар у ряшівському костелі в Старому місті. У його доробку також вівтарі в Рудному (1944) та Наклі (1947).
1944 року Беньковський став співорганізатором і заступником голови ряшівського осередку Спілки польських художників. У березні 1945 року повернувся до Познані, де, на запрошення Яна Вронецького, обійняв посаду ад'юнкта на факультеті скульптури Познанської вищої школи мистецтва й працював викладачем до 1952 року. У той час він брав участь у реставрації палаців Дзялинських і Мелжинських на познанському Старому ринку, створив скульптури для польських павільйонів на міжнародних ярмарках у Дрездені, Парижі (1948), Будапешті, Стокгольмі (1950) та Празі (1951).
1948 року Беньковський одержав диплом про закінчення Варшавської школи декоративного мистецтва.
У 1952-му він виграв конкурс на різьблення вівтаря й чотирьох сповідальниць у костелі Архангела Михаїла. 1958 року вирізьбив гранітний надгробок єпископа Теодора Бенша в катедрі Гожові-Великопольському, а в 1960-му виграв конкурс на малювання фресок у познанському костелі Воскресіння, а за чотири роки виконав сграфіто Хресної Дороги в тому самому костелі.
З 1956 року Беньковський проживав у Варшаві, на Саській Кемпі. 1970 року він був членом організаційного комітету Митецького симпозіуму у Вроцлаві. 1973 року вийшов на пенсію.
1961 року Беньковський створив пам'ятник убитим священникам Познанської архидієцезії, який помістили в кафедральному соборі в Познані, й гранітні барельєфи на площі перед цим собором, приурочені до тисячоліття хрещення Польщі (1966 рік). На них зображено Мешка Першого, його дружину Дубравку Чеську й низку польських королів. У 1967-му Беньковський реконструював пам'ятник Тадеушові Костюшку в Познані.
Казімежові Беньковському обмежили державні замовлення через роботи, які він виконував на замовлення священнослужителів.
З 1969 року митець оформив інтер'єр костьола Найсвятішого Серця Ісуса в Лобезі, пресвітерій костьола в Полчині-Здруї, а потім почав працювати в костелах в Оконеку та Гожуві-Велькопольському. Мав дві майстерні — в Познані та Варшаві. На початку 1970-х років він спроєктував і виконав фасад костьола в Баньоcі під Варшавою, а тоді створив просторову компоновку біля цього храму, використавши модринову алею як своєрідну наву каплиці, де відбувалися богослужіння. Він також вирізьбив вівтар із десятиметровою фігурою Богоматері. Розробляючи окремі біблійні сцени, митець вивчав Святе Письмо, щоб узгодити свої художні ідеї з вимогами Другого Ватиканського Собору.
1977 року Беньковський прикрасив новозбудований костел св. Юзефа в Дзівнові. У 1982-му він завершив роботу над головними дверима Познанського собору. Цього самого року він спроєктував інтер'єр щойно відбудованого собору святого Якова в Щецині, зокрема менсу та пресвітерій. До 700-річчя цього храму митець виконав образи Хресної дороги. Ще одну Хресну Дорогу він зобразив у щецинському костелі Святого Хреста. Це було монументальне сграфіто завдовжки близько 20 метрів, з постатями людей натуральної величини.
Беньковський працював до 1987 року. Помер у Варшаві, 27 серпня 1993 року.

## Окремі роботи Казімежа Беньковського
- Скульптури з вівтаря костьола святого Йосифа в Ряшеві, 1944 рік
- Пам'ятник повстанцям 1848 року. Ксьонж-Великопольський, 1948 рік[5]
- Вівтар, сповідальниці й амвон у храмі Архангела Михаїла, 1956 рік
- Пам'ятник убитим священникам Познанської дієцезії в базиліці Познанського катедрального собору Петра і Павла, 1960 рік
- Пам'ятник Тисячоліття хрещення Польщі. Площа Познанського катедрального собору Петра і Павла, 1966 рік
- Реконструкція пам'ятника Тадеушові Костюшку, 1967 rік
- Головні двері Gбазиліці Познанського катедрального собору Петра і Павла, 1979 рік
- Скульптури в базиліці Щецинського архикатедрального собору

## Нагороди і відзнаки
- Срібний Хрест Заслуги
- Медаль 10-річчя ПНР
- Золота почесна відзнака міста Познані
- Лауреатські звання та премії на понад двадцяти конкурсах проєктів пам'ятників і скульптур[6]

## Зовнішні зв'язки
- Anna Wnuk (2007). Rzeźbiarz i malarz Kazimierz Bieńkowski, który pozostawił ślady na ziemi urzędowskiej. urzedow.pl. Процитовано 10 січня 2013.